# Zentis
Zentis (укр. Центіс) — німецький кондитерський виробник.

## Історія
Компанія була заснована Францом Центисом 20 червня 1893 року у Аахені як продовольчий магазин. У 1900 році Франц переробив сушені абрикоси з цукром і винайшов конфітюр FAMOS - Feinste Aprikosen-Marmelade ohne Sirup (укр. Найкращий Абрикосовий Мармелад Без Сиропу). 

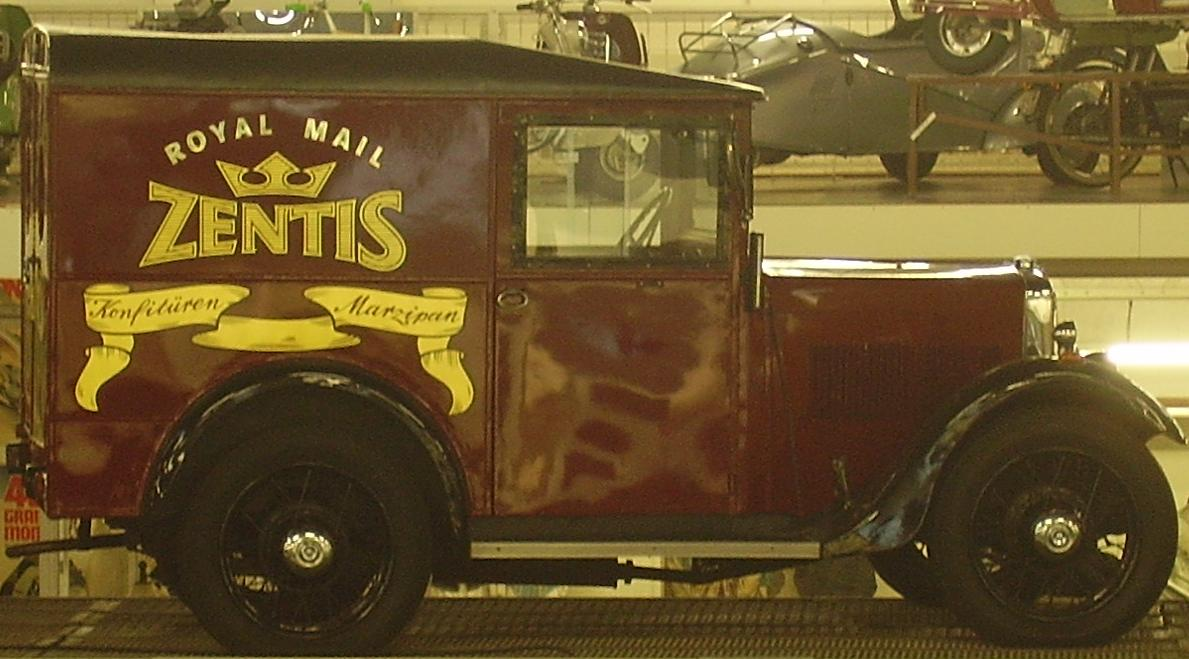
Авто у музеї Центіс.

Після Другої світової війни у 1954 році Центіс стали виробляти марципани і шоколадні вироби. На початку 60-х років компанія почала виробляти фруктово-ягідні наповнювачі для молокопереробної промисловості. У 70-х роках на ринок тріумфально вийшли такі новинки, як конфітюр на сніданок від компанії Центіс, «Ахенер Пфлюмлі» і «Нуссплі» - горіховий крем з начинкою з нуги.
У 1997 році була відкрита дочірня фірма в Польщі, три роки по тому - в Угорщині, а в 2002 році - в Росії. І у 2007 році було введено в дію підприємство в місті Плімут, штат Індіана, США. В кінці 2012 року Центіс придбало підприємство «Sweet Ovations LLC» з філіями в Гардені, Каліфорнії і Філадельфії, Пенсільванії.
Після російського вторгнення в Україну у 2022 році компанію критикували за те, що вона продовжує продавати продукцію в Росії. Генеральний директор Карл-Хайнц Йонен виправдовував цей крок у 2023 році заявою: «Ми не відмовимося від наших клієнтів там. Вийшовши з ринку, ми вплинемо лише на пересічних російських громадян".